# Пороги (гміна)
Ґміна Пороги — адміністративна субодиниця Надвірнянського повіту Станіславського воєводства. Утворена 1 серпня 1934 року згідно з розпорядженням Міністерства внутрішніх справ РП від 21 липня 1934 за підписом міністра Мар'яна Зиндрама-Косьцялковського під час адміністративної реформи. Село Пороги стало центром сільської ґміни Пороги. Ґміна утворена з попередніх самоврядних сільських гмін Богрувка, Яблонка, Кричка, Пороги.
У 1934 р. територія ґміни становила 246,08 км². Населення ґміни станом на 1931 рік становило 7 031 особа. Налічувалось 1 392 житлові будинки.
Ґміна ліквідована в 1940 р. у зв’язку з утворенням Солотвинського району. Ґміна (волость) була відновлена на час німецької окупації з липня 1941 р. до липня 1944 р., адміністративний центр перенесено в село Яблунька, відповідно була й перейменована ґміна. До складу ґміни передано зі ґміни Росільна село Кривець.